# Stellanello
Stellanello é uma comuna italiana da região da Ligúria, província de Savona, com cerca de 754 habitantes. Estende-se por uma área de 17 km², tendo uma densidade populacional de 44 hab/km². Faz fronteira com Andora, Casanova Lerrone, Chiusanico (IM), Diano Arentino (IM), Diano San Pietro (IM), Garlenda, Testico, Villa Faraldi (IM).

## Demografia
| Variação demográfica do município entre 1861 e 2011                               |
|                                                                                   |
| Fonte: Istituto Nazionale di Statistica (ISTAT) - Elaboração gráfica da Wikipedia |